# Information Processing Letters
Information Processing Letters is een internationaal, aan collegiale toetsing onderworpen wetenschappelijk tijdschrift op het gebied van de informatiesystemen. De naam wordt in literatuurverwijzingen meestal afgekort tot Inform. Process. Lett. Het wordt uitgegeven door Elsevier en verschijnt 24 keer per jaar. Het eerste nummer verscheen in 1971.